# Metavanadato de amônio
O metavanadato de amônio é um sal inodoro e levemente amarelado, derivado do ácido vanádico. É um dos principais compostos de vanádio disponíveis no comércio. Diferencia-se a partir das proporções entre seus ânions e cátions constituintes do ortovanadato de amônio, (NH4)3VO4 e do hexavanadato de amônio, (NH4)2V6O16. Forma cristais contendo longas cadeias de tetraedros VO4.
|                      |
| modelo bola e bastão |
|                      |
| modelo poliédrico    |
|                      |
| Cadeias[(VO3)n]n-    |

## Preparação
A preparação do metavanadato de amônio pode ser feita por intermédio de uma reação de dupla troca entre o metavanadato de sódio e o cloreto de amônio.
{\displaystyle \mathrm {NaVO_{3}\ +\ NH_{4}Cl\longrightarrow \ NH_{4}VO_{3}\ +\ NaCl} }

## Propriedades
O metavanadato de amônio é um sólido cristalino, pouco solúvel em água fria, em etanol e em éter etílico, porém solúvel em soluções amoniacais diluídas. 
As soluções aquosas de metavanadato de amônio são quase neutras. o pH de uma solução a 5 % g/l a 20 °C é de 6,5.

## Utilização
O vanadato de amônio é utilizado para a preparação de catalisadores de sínteses orgânicas e inorgânicas, para a preparação de pigmentos  e lacas e como agente secativo de tintas.  Nas análises bromatológicas é utilizado na determinação fotométrica do fosfatos. 